# Lijst van olympische medaillewinnaars gymnastiek (trampolinespringen)
Het trampolinespringen is een van de drie disciplines binnen de olympische sport gymnastiek die op de Olympische Spelen worden beoefend. Deze pagina geeft de lijst van olympische medaillewinnaars in deze discipline.

## Mannen
| Editie | Goud | Goud                   | Zilver | Zilver               | Brons | Brons           |
| ------ | ---- | ---------------------- | ------ | -------------------- | ----- | --------------- |
| 2000   | RUS  | Aleksandr Moskalenko   | AUS    | Ji Wallace           | CAN   | Mathieu Turgeon |
| 2004   | UKR  | Joeri Nikitin          | RUS    | Aleksandr Moskalenko | GER   | Henrik Stehlik  |
| 2008   | CHN  | Lu Chunlong            | CAN    | Jason Burnett        | CHN   | Dong Dong       |
| 2012   | CHN  | Dong Dong              | RUS    | Dmitri Oesjakov      | CHN   | Lu Chunlong     |
| 2016   | BLR  | Vladsjislav Gantsjarov | CHN    | Dong Dong            | CHN   | Gao Lei         |
| 2020   | BLR  | Ivan Litvinovitsj      | CHN    | Dong Dong            | NZL   | Dylan Schmidt   |
| 2024   | AIN  | Ivan Litvinovitsj      | CHN    | Wang Zisai           | CHN   | Yan Langyu      |

| Land | Goud | Zilver | Brons |
| ---- | ---- | ------ | ----- |
| CHN  | 2    | 3      | 4     |
| BLR  | 2    | 0      | 0     |
| RUS  | 1    | 2      | 0     |
| UKR  | 1    | 0      | 0     |
| CAN  | 0    | 1      | 1     |
| AUS  | 0    | 1      | 0     |
| GER  | 0    | 0      | 1     |
| NZL  | 0    | 0      | 1     |

Meervoudige medaillewinnaars
| Succesvolste                                                                           | Meervoudige |
| -------------------------------------------------------------------------------------- | ----------- |
| 2-0-0 / Ivan Litvinovitsj 1-2-1 Dong Dong 1-1-0 Aleksandr Moskalenko 1-0-1 Lu Chunlong |             |

## Vrouwen
| Editie | Goud | Goud                | Zilver | Zilver                  | Brons | Brons            |
| ------ | ---- | ------------------- | ------ | ----------------------- | ----- | ---------------- |
| 2000   | RUS  | Irina Karavajeva    | UKR    | Oksana Tsyhoeleva       | CAN   | Karen Cockburn   |
| 2004   | GER  | Anna Dogonadze      | CAN    | Karen Cockburn          | CHN   | Huang Shanshan   |
| 2008   | CHN  | He Wenna            | CAN    | Karen Cockburn          | UZB   | Ekatarina Khilko |
| 2012   | CAN  | Rosannagh MacLennan | CHN    | Huang Shanshan          | CHN   | He Wenna         |
| 2016   | CAN  | Rosannagh MacLennan | GBR    | Bryony Page             | CHN   | Li Dan           |
| 2020   | CHN  | Zhu Xueying         | CHN    | Liu Lingling            | GBR   | Bryony Page      |
| 2024   | GBR  | Bryony Page         | AIN    | Viyaleta Bardzilouskaya | CAN   | Sophiane Méthot  |

| Land | Goud | Zilver | Brons |
| ---- | ---- | ------ | ----- |
| CHN  | 2    | 2      | 3     |
| CAN  | 2    | 2      | 2     |
| GBR  | 1    | 1      | 1     |
| GER  | 1    | 0      | 0     |
| RUS  | 1    | 0      | 0     |
| UKR  | 0    | 1      | 0     |
| UZB  | 0    | 0      | 1     |

Meervoudige medaillewinnaars
| Succesvolste                                               | Meervoudige                               |
| ---------------------------------------------------------- | ----------------------------------------- |
| 2-0-0 Rosannagh MacLennan 1-1-1 Bryony Page 1-0-1 He Wenna | 0-2-1 Karen Cockburn 0-1-1 Huang Shanshan |

Athene 1896 · 
Parijs 1900 · 
St. Louis 1904 · 
Londen 1908 · 
Stockholm 1912 · 
Antwerpen 1920 · 
Parijs 1924 · 
Amsterdam 1928 · 
Los Angeles 1932 · 
Berlijn 1936 · 
Londen 1948 · 
Helsinki 1952 · 
Melbourne 1956 · 
Rome 1960 · 
Tokio 1964 · 
Mexico-stad 1968 · 
München 1972 · 
Montréal 1976 · 
Moskou 1980 · 
Los Angeles 1984 · 
Seoel 1988 · 
Barcelona 1992 · 
Atlanta 1996 · 
Sydney 2000 · 
Athene 2004 · 
Peking 2008 · 
Londen 2012 · 
Rio de Janeiro 2016 ·
Tokio 2020 ·
Parijs 2024 ·
Los Angeles 2028
Medaillewinnaars: Ritmische gymnastiek · Trampolinespringen · Turnen